# Beipiaognathus jii
Beipiaognathus jii (""mandíbula de Bepiao de Ji) es la única especie conocida del género dudoso extinto Beipiaognathus de dinosaurio terópodo celurosaurio, que vivió durante el Aptiense, hace aproximadamente entre 125 a 121 millones de años en lo que es hoy Asia. 

## Descripción
El espécimen holotipo de Beipiaognathus tiene una longitud de unos 1,2 metros. De Beipiaognathus se describieron algunas características únicas, o sinapomorfias. Los dientes son cónicos y carecen de bordes aserrados. El cúbito es relativamente largo. La primera articulación del segundo dedo es robusta y larga. La cola es relativamente corta. El hocico es plano y la mandíbula es alta.
Beipioagnathus tiene las manos muy grandes. Llama la atención que el primer hueso metacarpiano es bastante corto, ya que posee sólo el 24% de la longitud del segundo. El segundo dedo es muy larga y la primera articulación del segundo dedo es el más alto de la mano. Las garras de la mano son muy grandes y muy curvadas, lo que se desprende aún más claramente en el fósil como los ejes de cuerno se han conservado. Beipiaognathus tiene los brazos más largos en relación con las patas traseras, 55% de la longitud, de cualquier compsognátido conocido. Eso no significa que las patas traseras son cortas. Un iliaco largo y alto indica una potente musculatura. La pierna es mucho más largo que el fémur, una adaptación a un estilo de vida en funcionamiento. La parte media del pie no es arctometatarsal. El quinto metatarsiano parece haber sido reducida en su totalidad.

## Descubrimiento e investigación
En 2016, fue nombrada y descrita la especie tipo Beipiaognathus jii por Hu Yuanchao, Wang Xuri y Huang Jiandong. El nombre del género es una referencia a la ciudad china de Beipiao y el término en griego antiguo, γνάθος gnathos, "mandíbula", que en sí misma es una referencia a la familia Compsognathidae. Sus restos se han hallado en depósitos del Cretácico Inferior en la Formación Yixian en la provincia de Liaoning en China.

## Clasificación
Beipiaognathus fue asignado inicialmente a la familia Compsognathidae basándose en la presencia de dos rasgos: espinas neurales dorsales en forma de abanico y una primera falange (I-1) robusta en la mano. Sin embargo, también difiere de otros compsognátidos en varios aspectos: los dientes carecen de sierra y son cónicos; el cúbito es proporcionalmente más largo; la segunda falange II-1 de la mano es más larga y robusta; y la cola es mucho más corta.
Por su parte, el paleontólogo Andrea Cau ha señalado de manera informal varios aspectos del fósil que indican que fue ensamblado de manera artificial, lo que haría que el espécimen fuera una quimera sin valor filogenético.